# Bakhytzhan Sagintayev
Bakhytzhan Abdiruly Sagintayev (en kazajo: Бақытжан Әбдірұлы Сағынтаев, Baqytjan Ábdiruly Saǵyntaev; Talas, 13 de octubre de 1963) es un político kazajo, ex primer ministro de la República de Kazajistán, desde el 8 de septiembre de 2016 hasta el 21 de febrero de 2019.

## Carrera
Se graduó en ciencias económicas en la Universidad Nacional de Kazajistán. Comenzó su carrera como profesor en el departamento de economía política del Instituto de Economía Nacional de Almatý. Entre 1988 y 1992 trabajó en la Universidad Estatal de Kazajistán.
Comenzó su carrera política en 1998 como akim (gobernador) adjunto. Entre 1999 y 2004 fue vicepresidente de diversas agencias estatales, presidiendo la agencia de regulación de monopolios entre 2004 y 2007. Entre 2008 y 2012 fue akim de la provincia de Pavlodar.
El 20 de enero de 2012 fue nombrado ministro de desarrollo económico y comercio de Kazajistán, y el 16 de enero de 2013, vice primer ministro y ministro de desarrollo regional.
El 28 de septiembre de 2016, fue nombrado presidente de la junta directiva de la empresa estatal Samruk-Kazyna.